# Gloeocapsin
Gloeocapsin je pigment některých sinic, který spolu se scytoneminem zprostředkovává ochranu před UV zářením. Je hojný zejména u těch sinic, které žijí na místech vystavených silnému slunečnímu záření, například povrch skal a podobně. Má červenou až purpurovou barvu. Je pojmenován podle sinic rodu Gloeocapsa, v nichž je obsažen, jeho maximální absorpce je v oblasti 390 nanometrů, ale celkově dosahuje až hodnot typických pro UVB záření.